# Pożar w Zakładach „Stomil” w Poznaniu (1972)
Pożar w Zakładach „Stomil” w Poznaniu (1972) – największy powojenny pożar w Poznaniu i jeden z większych pożarów obiektów przemysłowych w powojennej Polsce.
9 marca 1972 około godziny 21 w Poznańskich Zakładach Opon Samochodowych „Stomil” w magazynie mieszanek wybuchł pożar. Po kilku godzinach konstrukcja magazynu rozpadła się.
Pożar był gaszony przez jednostki straży pożarnej z Poznania oraz Szczecina, Torunia, Bydgoszczy, Łodzi, Wrocławia, Legnicy, Zielonej Góry, Koła; w akcji brali również udział słuchacze Wyższej Oficerskiej Szkoły Pożarnictwa z Warszawy i Szkoły Chorążych Pożarnictwa z Poznania, a także strażacy z Ochotniczych Straży Pożarnych, m.in. z Chełmc, Dobrzycy, Lubonia, Lwówka, Ostrowitego, Pleszewa, Połajewa, Sieroszewic, Strzałkowa, Witkowa oraz Ludowe Wojsko Polskie. Udział w akcji mieli też pracownicy dużych zakładów znajdujących się w Poznaniu: Fabryki Maszyn Żniwnych „Agromet”, POMETu, ZNTK, Alco-Centra i Lechii. Pożar ogółem gasiło 105 sekcji gaśniczych i 8 sekcji specjalnych.
Na miejsce przybyli sekretarze KW PZPR: Jerzy Zasada i Tadeusz Grabski oraz prezydent miasta Stanisław Cozaś.
12 marca udało się zlokalizować źródło pożaru i ograniczyć jego zasięg. Przez następne dni dogaszano pożar. Do gaszenia zużyto 165 ton środków gaśniczych.
Według oficjalnych danych jedynym poszkodowanym był strażak, który uległ zatruciu gazem. Pożar zniszczył magazyn mieszanek i część walcowni; straty oszacowano na 100 mln zł. Przyczyną pożaru było podpalenie przez jednego z pracowników, który miał zatarg z kierownikiem magazynu.
30 grudnia 1972 oddano do użytku odbudowaną walcownię; na uroczystość przybył wicepremier Franciszek Kaim i I sekretarz KW PZPR Jerzy Zasada. Nowe magazyny zakładu zbudowano w Karolinie.

## Przebieg wydarzeń

### Miejsce[21]
Zakłady Stomil w 1972 składały się z 4 obiektów (walcownia, magazyn kauczuku, hala produkcyjna, budynek biurowy) oraz stawu (zbiornik przeciwpożarowy). Magazyn kauczuku znajdował się bezpośrednio przy hali produkcyjnej. Magazyn, o konstrukcji szkieletowej żelbetowej, miał 5 kondygnacji (4 nadziemne i 1 podziemna). Wyposażony był w windę (drugi szyb windy był w budowie) i klatki schodowe. Wjazd do budynku – z poziomu piwnicy (brama). W magazynie składowano łatwopalne materiały produkcyjne:
- w piwnicy: 695 ton kauczuku; 1,5 ton emalii i lakierów; 1,9 ton kwasów i octanów; 3 tony innych palnych cieczy,
- na I piętrze: 946 mb tkanin poliamidowych i bawełnianych, 21,3 ton materiałów palnych,
- na II piętrze: stearyna, siarka i inne chemikalia: 255 ton oraz 6 ton sadzy,
- na III piętrze: 828 ton sadzy.

Parter budynku zajmowały biura, odważalnia oraz walcarki. Magazyn pracował na 3 zmiany, z jednogodzinną przerwą między 6 a 7.

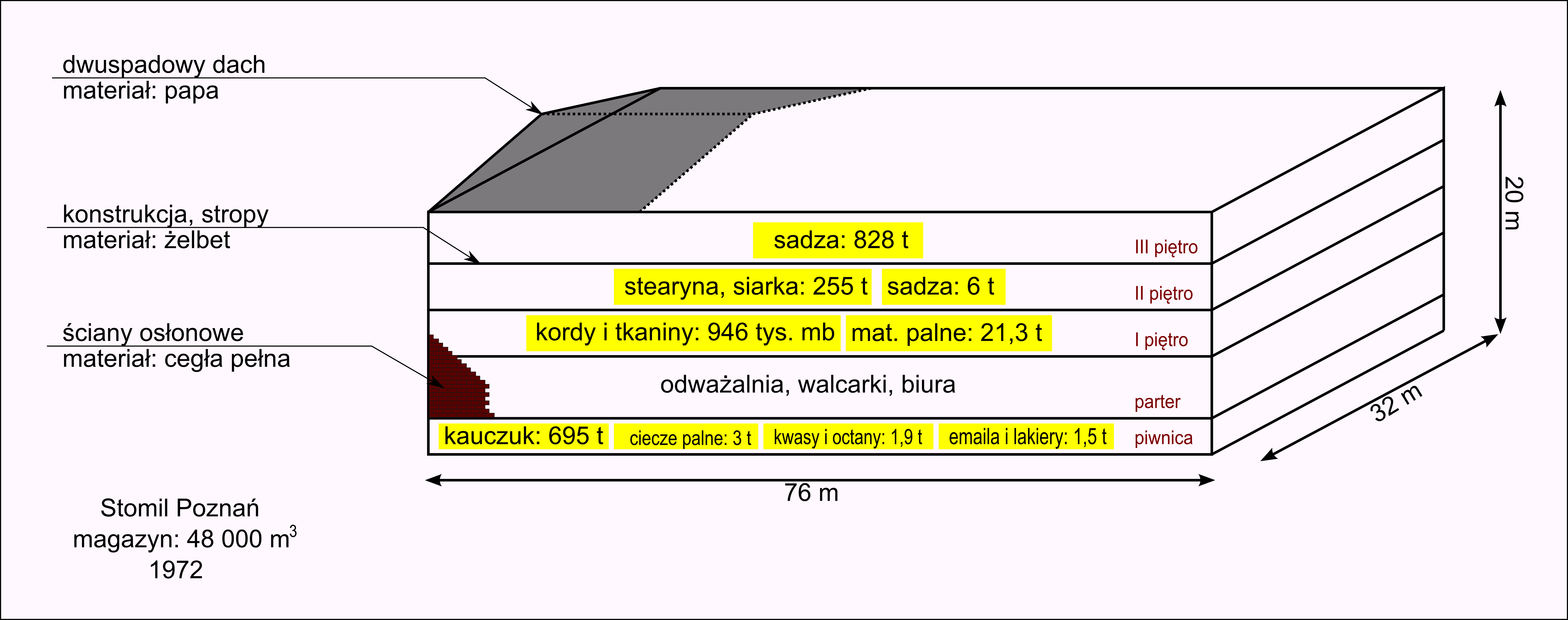
Wymiary, konstrukcja i rozmieszczenie materiałów łatwopalnych w magazynie

### 9 marca[21][22]
przed 21:00: Magazynier, pod koniec drugiej zmiany, opuścił budynek, pozostawiając magazyn bez dozoru.
21:05: Mistrz walcowni zauważył dym w budynku magazynu. Prawdopodobne ognisko pożaru znajdowało się w piwnicy, w strefie składowania kauczuku, na powierzchni około 1200m² (połowa powierzchni kondygnacji).
21:07: Mistrz zmianowy zawiadomił Zakładową Zawodową Straż Pożarną. Do pożaru wyjechało 7 osób w samochodzie Star GBAM.
21:15: Dowódca sekcji prosił o posiłki z uwagi na trudne warunki do gaszenia. Dwa prądy piany skierowano do szybu po windzie.
21:25: Przyjechały 2 sekcje: GBAM i SD z Zawodowej Straży Pożarnej w Poznaniu.
21:30: Natarcie wewnątrz piwnicy 4 prądami, na odległość 50 m od wejścia. Płynny kauczuk, temperatura i dym uniemożliwiały pracę strażakom wewnątrz budynku.
21:35: Przyjechało 5 sekcji drugiego rzutu z Zawodowej Straży Pożarnej w Poznaniu. Rozmieściły sprzęt gaśniczy przy oknach budynku (zasięg do wewnątrz ok. 10 m).
ok. 21:45: Wycofanie się z wnętrza budynku z uwagi na niebezpieczne warunki.
21:58: Przyjechał komendant Zawodowej Straży Pożarnej w Poznaniu Zygfryd Bittner, jego zastępca i grupa operacyjna.
22:10: Przyjechały kolejne jednostki ZSP w Poznaniu i 3 sekcje ze Szkoły Chorążych Pożarnictwa w Poznaniu (GBM). Zbudowano linie zasilające z Warty dla 12 prądów piany ciężkiej.
22:30: Podjęcie decyzji o dalszym wsparciu: 9 jednostek straży zawodowych i ochotniczych z okolic Poznania, 11 jednostek straży z województwa poznańskiego oraz jednostek z odwodu centralnego. Wezwanie na miejsce 7 oficerów Wojewódzkiej Komendy Straży Pożarnej. Gromadzenie zapasów piany, motopomp z innych zakładów pracy, montaż reflektorów dostarczonych przez Ludowe Wojsko Polskie.
22:40: Uruchomienie agregatu na pianę lekką w celu zatkania szybu windy i odcięcia dopływu powietrza do piwnicy. Piana nie zdołała powstrzymać dymu, była wypierana ku górze.

### 10 marca[21]
po 0:00: Dowództwo przejął płk. Fidler.
0:50: Przyjechała jednostka Portu Lotniczego Ławica.
1:00: Przyjechały siły z Lotniska Wojskowego Krzesiny – 7 sekcji (3 Tatra i 4 GBM) z 34 ludźmi. Pożar gaszony jest 20 prądami piany ciężkiej, 7 prądami wody i agregatem na pianę lekką.
ok. 6:00: Przyjechały 3 jednostki z odwodu centralnego.
8:05: Rozpoczęto natarcie. Wcześniej zgromadzono zapasy środka pianotwórczego (według obliczeń miało to być 30 ton).
ok. 8:35: Niepowodzenie natarcia. Piana wypływała z budynku kanałami do Warty i do stawu przeciwpożarowego. Rozpoczęcie ewakuacji strażaków z budynku. Budynek zaczął pękać wzdłuż fundamentów.
9:30: Zawalenie się konstrukcji magazynu. Pożar przeniósł się na wyższe kondygnacje. Budowa dodatkowych linii zasilających z rzeki.

### 11 marca
Burzenie pozostałości murów zawalonej konstrukcji magazynu w celu stłumienia pożaru.

### 12 marca
Opanowanie i dogaszanie pożaru.